# Izotop fisil
Izotopul fisil este un izotop care posedă proprietatea de a fisiona sub neutroni termici. În general, izotopii actinidelor care posedă număr impar de neutroni sunt fisili.